# 堀内悦夫
堀内 悦夫（ほりうち えつお、1904年（明治37年）11月25日 – 1970年（昭和45年）12月19日）は、日本の実業家。

## 概要
1904年、静岡県に出生。明治大学卒業後、マスメディア業界に進み、東京日日新聞、時事新報、新潟新聞などを経て、1950年新潟日報専務に就任。1952年、ラジオ新潟（現新潟放送）の設立に参画し、1961年社長に就任。日本民間放送連盟副会長なども務めた。1970年、新潟馬主協会の2代目会長に就任したが、同年12月19日に死去。66歳没。